# 見沼元圦公園
見沼元圦公園（みぬまもといりこうえん）は埼玉県行田市須加にある公園である。

## 概要
見沼代用水の元圦跡（もといり、用水の取り入れ口）や、そこから続く流路跡を1977年（昭和52年）までに公園として整備したものである。見沼代用水の右岸（西側）に沿った南北約400 mの細長い形状になっている。面積17,003平方メートル。行田市が管理している。見沼代用水に沿って整備された緑のヘルシーロードの起点である。園内には、展望台、風車（オブジェ）、ゲートボールコート、アスレチック遊具などが整備されている。

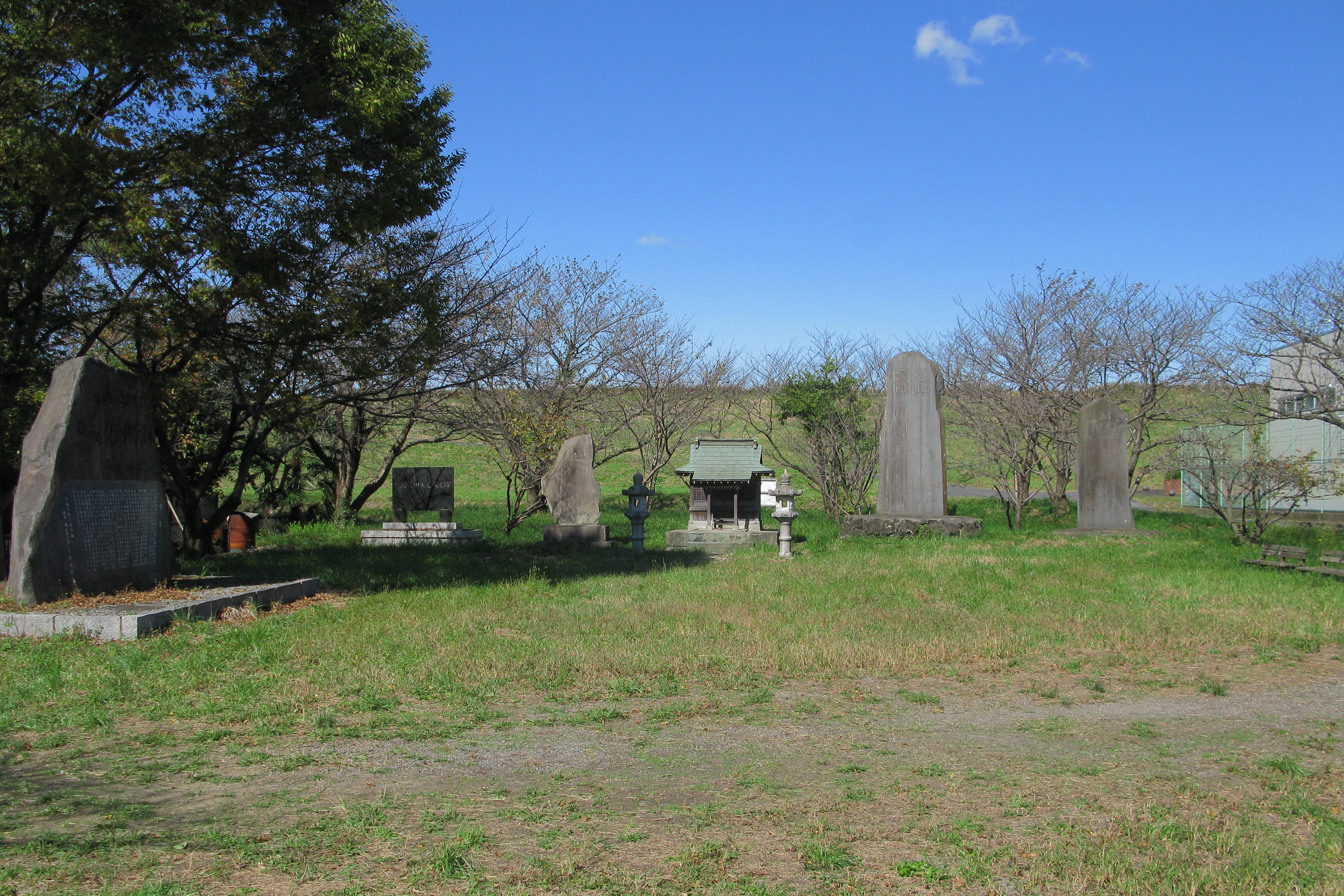
見沼代用水元圦公園（2011年）

埼玉県道59号羽生妻沼線を挟んだ北側の隣接地に元圦跡を改修して1977年（昭和52年）に完成した史跡の見沼代用水元圦公園があり、様々な石碑が設置され、元圦鎮守弁財天が鎮座する。南側の見沼元圦公園とは横断歩道橋で結ばれている。